# 斐濟氣象局

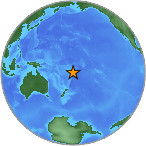
在太平洋中，斐濟地理位置

斐濟氣象局（英語：Fiji Meteorological Service，縮寫：FMS），斐濟政府部門負責提供天氣預報，總部設在楠迪。斐濟氣象局的現任主任是阿爾伯特·瓦卡阿喀盧拉（Alipate Waqaicelua）。自1985年以來，斐濟氣象局一直負責在西南太平洋地區熱帶氣旋的命名和追踪，另外也負責東南印度洋及澳洲區域。當前在斐濟氣象局氣象學研究工作，有一個研究生來自從澳洲氣象局。

## 沿革
在1910年代，斐濟氣象局被視為蘇瓦海港局的一分子。

## 角色

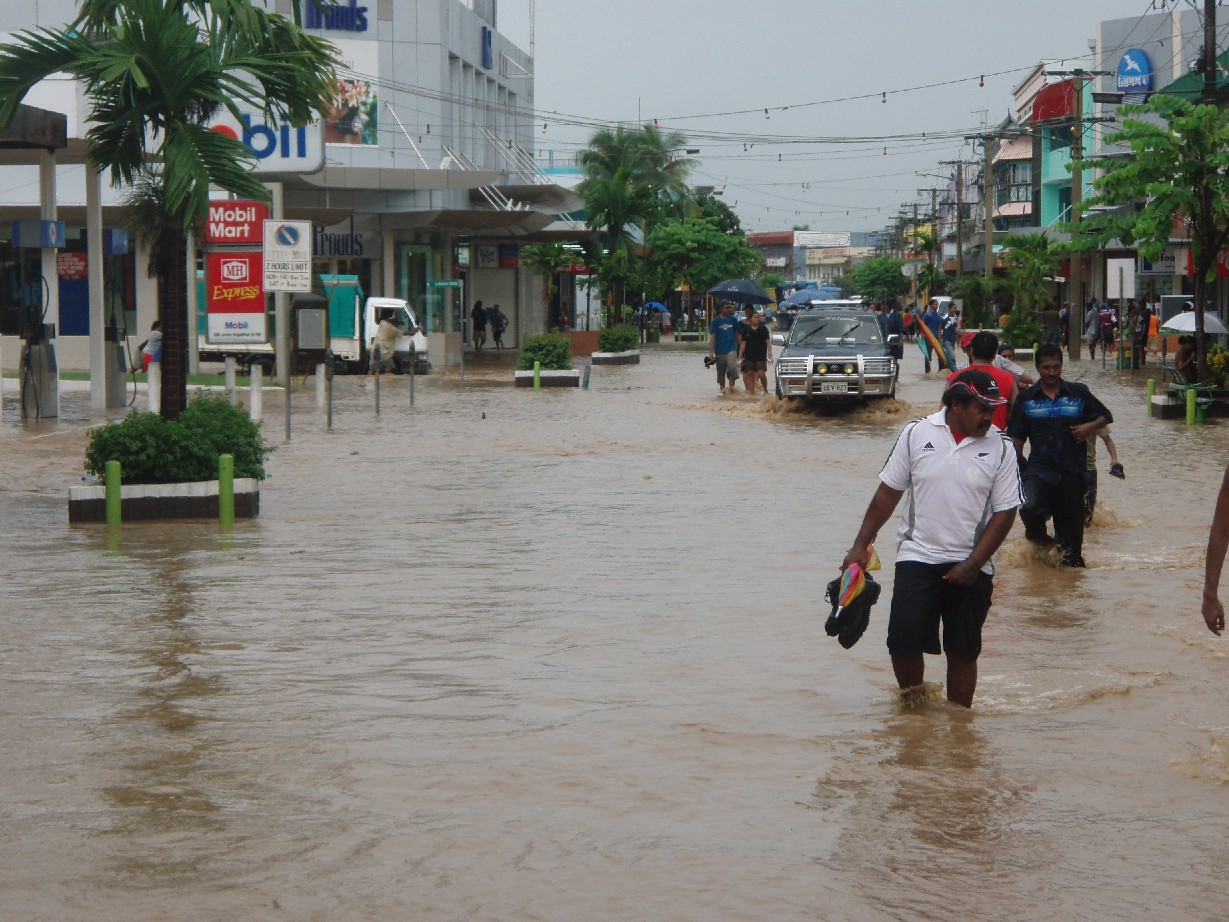
納迪雨患

自1995年6月，斐濟納迪的中央氣象台辦公室，直屬世界氣象組織的世界天氣監視網計畫的6個區域專責氣象中心之一。它主要預測赤道以南，熱帶氣旋于南緯25度線，以及經度東經160度線與西經120度線之間氣象資料。 FMS亦發布基里巴斯、北庫克群島、南庫克群島、圖瓦盧、托克勞、紐埃、瑙魯和斐濟等地區公眾海洋天氣公報。按照與國際民用航空組織的協議，斐濟氣象服務運作為「納迪飛行情報區」（FIR）氣象監視辦公室，其中負責範圍向西延伸基里巴斯至圖瓦盧、 斐濟、瓦努阿圖、瓦利斯和富圖納和新喀里多尼亞。
然而，它仍然是庫克群島、聖誕島（萊恩群島）提供了一定的航空預報服務，薩摩亞、紐埃和湯加這是位於納迪FIR邊界之外。通過FMS發出的航空產品包括機場天氣預報（TAF）、趨勢類型預測 （TTF）、區域預報、路線預測、惡劣天氣警告和納迪機場瑙蘇、重要氣象情報和熱帶氣旋諮詢（TCA）。正常24小時機場天氣預報的是發出納迪（NFFN）、瑙索里（NFNA）、拉羅湯加島（NCRG）、努庫阿洛法（NFTF）、瓦瓦烏群島（NFTV）、帕果帕果（NFSA）、紐埃、塔拉瓦（NGTA）和聖誕島（PLCH）機場。24小時機場天氣預報的也發出了富納富提（NGFU）機場在某些日子。也發出阿伊图塔基岛（NCAI）、馬尼西基（NCMH）、龐艾（NCPY）、哈派群島（NFTL）、蘭巴薩（NFNL）和羅圖馬（NFNR）（機場天氣預報的有效週期不超過24小時）。

## 熱帶氣旋發布稿
特定天氣公報（SWB）、熱帶擾動公告（TDA）、薩摩亞特別諮詢、熱帶氣旋諮詢（TCA）、熱帶氣旋重要氣象情報，CREX公報，以及關於熱帶氣旋（WTPS和WHPS）的國際海事警告和熱帶氣旋預測和未確定性軌跡，多由FMS發布。

## 相關
- 2014－2015年南太平洋熱帶氣旋季
- 新西蘭氣象局（英语：Meteorological Service of New Zealand Limited）
- 澳洲氣象局